# Talons aiguilles
Pour le type de talon de chaussure, voir talon aiguille.
Pour plus de détails, voir Fiche technique et Distribution.
Talons aiguilles (Tacones lejanos) est un film franco-espagnol réalisé par Pedro Almodóvar, sorti en 1991, avec Victoria Abril.

## Synopsis
L'intrigue suit la relation fracturée entre une mère égocentrique, Becky del Páramo, célèbre chanteuse de torch song (en) (chanson sentimentale ou mélancolique), et Rebeca Giner, sa fille adulte qu'elle avait abandonnée lorsqu'elle était enfant. Cette dernière, qui travaille comme présentatrice de journaux télévisés, a épousé l'ex-amant de sa mère et s'est liée d'amitié avec une artiste drag, admiratrice et imitatrice de Becky del Páramo. Un meurtre viendra obscurcir encore davantage cette fascinante toile de relations complexes.

## Fiche technique
- Titre original espagnol : Tacones lejanos
- Titre français : Talons aiguilles
- Réalisation : Pedro Almodóvar
- Scénario : Pedro Almodóvar
- Producteur : Agustín Almodóvar et Ciby 2000
- Musique : Ryūichi Sakamoto
- Photographie : Alfredo F. Mayo
- Montage : José Salcedo
- Décors : Julián Mateos (es)
- Pays d'origine :  Espagne,  France
- Langue : espagnol
- Format : Couleur - 1,85:1 - 35 mm
- Genre : Comédie dramatique, policier
- Durée : 1h48
- Dates de sortie :
  - Espagne : 23 octobre 1991
  - France : 15 janvier 1992
- Classification :
  - France : Tout public lors de sa sortie en salles et déconseillé aux moins de 12 ans à la télévision

## Distribution
- Victoria Abril (VF : elle-même) : Rebeca Giner
- Marisa Paredes (VF : Nadine Alari) : Becky del Páramo (voix chantée : Luz Casal)
- Miguel Bosé (VF : Emmanuel Jacomy) : Le juge Eduardo Domínguez / Hugo / Letal
- Anna Lizaran (VF : Anne Ludovik) : Margarita
- Cristina Marcos (VF : Stéphanie Murat) : Paula
- Féodor Atkine (VF : lui-même) : Manuel
- Miriam Díaz-Aroca : Isabel
- Pedro Díez del Corral (es) (VF : Michel Derain) : Alberto
- Bibiana Fernández (VF : Vincent Violette) : Susana
- Javier Bardem : Javier, le régisseur télévision
- Agustín Almodóvar : le client qui tient des photos (non crédité)
- Rocío Muñoz (es) : Rebeca enfant

Quand Marisa Paredes chante "piensa en mi" sur la scène du théâtre, son large bracelet argenté tombe un peu avant la fin de sa prestation, mais quand elle étend les bras pour saluer le public, lors d'un plan de loin, elle porte le bracelet sur son long gant rouge, alors qu'elle n'a pas été vue le ramasser et le remettre.

## Bande originale
Le compositeur japonais Ryūichi Sakamoto est l'auteur de la bande originale du film, à l'exception des deux chansons interprétées par Luz Casal :
- Un año de amor, composé par Nino Ferrer et Gaby Verlor en 1963 sous le titre C'est irréparable, et dont il existe une version italienne Un anno d'amore, tube chanté en 1964 par Mina, qui en fait aussi des traductions en plusieurs langues, notamment en espagnol ; c'est une autre version espagnole, directement traduite de la version italienne par Pedro Almodovar, qui est créée pour la bande originale du film.
- Piensa en mí, reprise d'une chanson mexicaine datant de 1937 composée par Agustín Lara et chantée par Lola Beltrán en 1961.

Le film débute avec ‘’Solea’’, tirée du disque de Miles Davis Sketches of Spain (1960). On retrouve un peu plus loin dans le film, ‘’Saeta’’, autre extrait de ce même album.

## Distinctions
- César du meilleur film étranger en 1993.